# Dean Garrett
Pour les articles homonymes, voir Garrett.
Dean Heath Garrett, né le 27 novembre 1966 à Los Angeles en Californie, est un ancien joueur américain de basket-ball évoluant au poste de pivot.